# Francesco Bernardino Visconti
Francesco Bernardino IV Visconti (Brignano Gera d'Adda, 16 settembre 1579 – Crema, 1647 circa) è stato un nobile italiano.
Signore di Brignano Gera d'Adda e Pagazzano, era figlio di Giovanni Battista Visconti (erede di Bernabò e Margherita Visconti) e di Paola Benzoni, appartenente ad un'importante famiglia di Crema.
Aveva cinque fratelli: Maddalena, Giulia, Ercole, Caterina, Galeazzo Maria (1575-1648).

## Biografia

### L'infanzia e la giovinezza

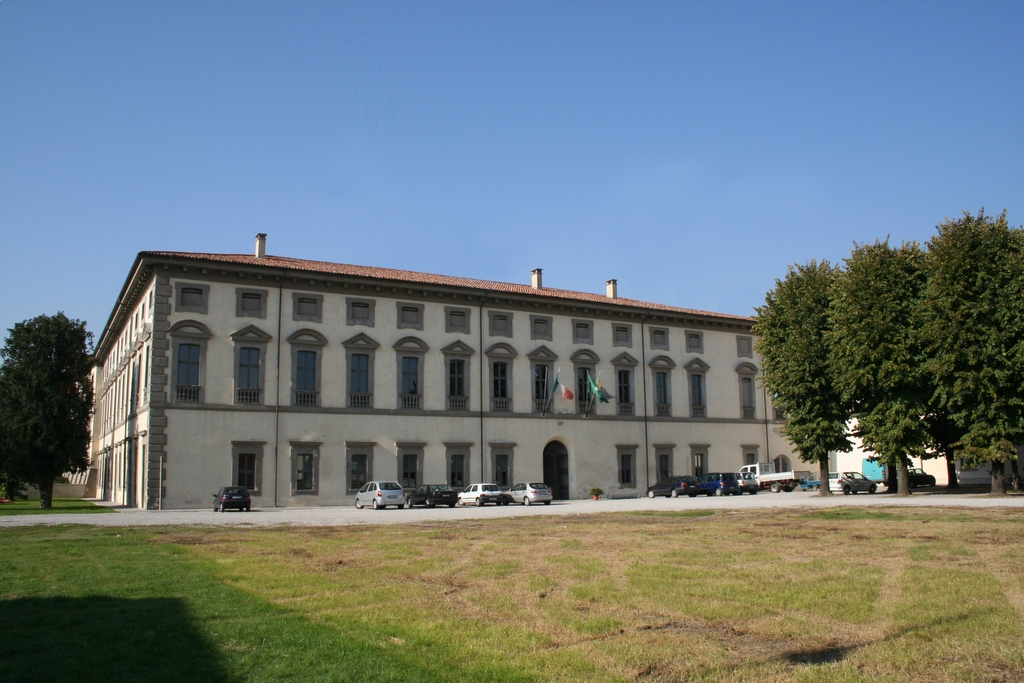
La residenza natale di Francesco Bernardino Visconti a Brignano Gera d'Adda

Bernardino discendeva direttamente da Achilletta Marliani e Sagramoro I (1343-1385), figlio naturale di Montanina de Lazzari e del signore di Milano Bernabò Visconti (1323-1385), che gli concesse il feudo di Brignano e fu il capostipite di questo ramo della casata. Sua sorella Donnina sposò il condottiero Giovanni Acuto. Nato nel castello di Brignano d'Adda (nella chiesa parrocchiale brignanese si conserva tuttora l'atto di nascita), trascorse l'infanzia a Crema nel palazzo Benzoni, nell'attuale via Marazzi, e ricevette l'istruzione nel Collegio milanese dei Nobili insieme al fratello maggiore Galeazzo Maria. A Milano i Visconti di Brignano vivevano in una casa, in via Teodoro Crescia, e in un palazzo presso San Giovanni in Conca. Alla morte del padre nel 1584 i fratelli si stabilirono nella residenza dei Visconti di via Lanzone.
La madre, vedova di Giovanni Battista, uomo spregiudicato e giocatore d'azzardo, decise, nel 1590, di convolare a nuove nozze con Cottino Cotta, di Valcuvia. Alla vigilia del matrimonio, i due fratelli, ai quali l'unione non era gradita, insieme ai cugini Benedetto Cagnola e Sagramoro Visconti, rapirono la mamma. Fu celebrato un processo senza serie conseguenze (soltanto un'ammonizione) per l'undicenne Bernardino, il quattordicenne Galeazzo e i congiunti, perché il giudice, considerati l'età e il rango degli imputati, ritenne che fossero affari di famiglia.
Nel 1593, a Bagnolo Cremasco, il quattordicenne Bernardino, a capo di ventisei bravi armati, fece irruzione nella dimora di un uomo agiato, denominato Schiavino, che fu aggredito e la sua casa devastata. Il 22 dicembre di quell'anno il Consiglio dei Dieci di Crema decretò il loro bando dalla città e dal territorio. Nel 1596 i due fratelli si divisero i beni.

### L'attività criminale

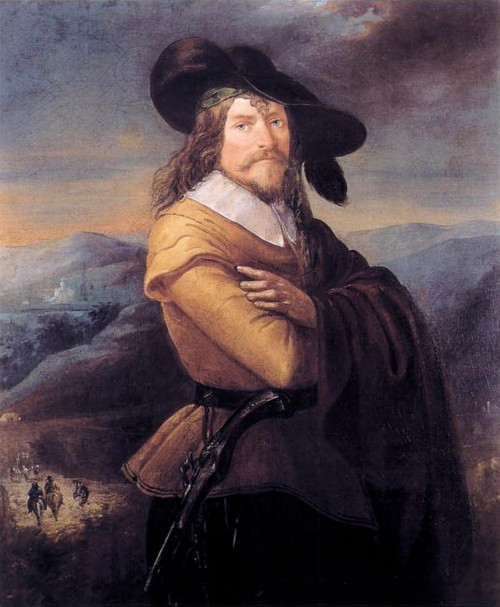
Il ritratto del Nibbio di Michelangelo Grigoletti, personaggio ispirato dalla figura dei bravi seicenteschi

Francesco Bernardino si ritirò in una sua tenuta, detta Sangiorgino, costituì una banda e iniziò la sua attività criminale. Dal 1597 al 1599, Bernardino commise una serie di misfatti, tra cui due omicidi. Lo chiamavano il conte del sagrato (proprio come il primo appellativo dato dal Manzoni all'Innominato in Fermo e Lucia), poiché faceva uccidere le sue vittime nello spazio consacrato davanti alle chiese. Nel 1602 i suoi beni furono confiscati e incominciò una lunga controversia con i creditori. Nel 1603 una grida del ducato di Milano stabilì una taglia di 200 scudi per chi avesse catturato il Visconti, il quale si rifugiò in Svizzera, rientrando segretamente in uno dei suoi covi, la rocca di Vercurago, luogo di frontiera attraversabile a piedi, tra la repubblica di Venezia e i territori spagnoli in Lombardia. Bernardino Visconti non si sposò, quantunque, se la sua vita avventurosa non glielo avesse impedito, fosse in procinto di farlo, con la nobile spagnola Margherita de Padilla. Il ramo del biscione di Brignano proseguì con le generazioni derivate dal fratello Galeazzo Maria.

### La conversione
Nel 1615, in occasione della visita pastorale a Treviglio, incontrò il cardinale Federico Borromeo con il quale dialogò per due ore. Fu probabilmente l'occasione e il momento della conversione. L'abboccamento tra l'autorevole porporato e il Visconti venne senza dubbio predisposto dai suoi parenti (molti erano religiosi).
Le vicende relative al resto dell'esistenza di Francesco Bernardino Visconti sono tuttora avvolte nel mistero: l'ultima traccia compare in un documento datato 1647, all'interno del quale risultava ancora in vita, domiciliato in un paese vicino a Crema, luogo d'origine della madre. Dopo essersi convertito presso una chiesa del trevigliese, Bernardino trascorse i suoi ultimi anni in preghiera e meditazione in alcuni conventi cremaschi, soprattutto in quello dei frati cappuccini nel quartiere dei Sabbioni. Morì, intorno al 1647, nel palazzo Benzoni a Crema, all'età di 68 anni, e fu tumulato nella cripta della famiglia materna, situata nella cattedrale di Santa Maria Assunta. Gli succedette nella signoria il nipote Bernabò.

## Letteratura

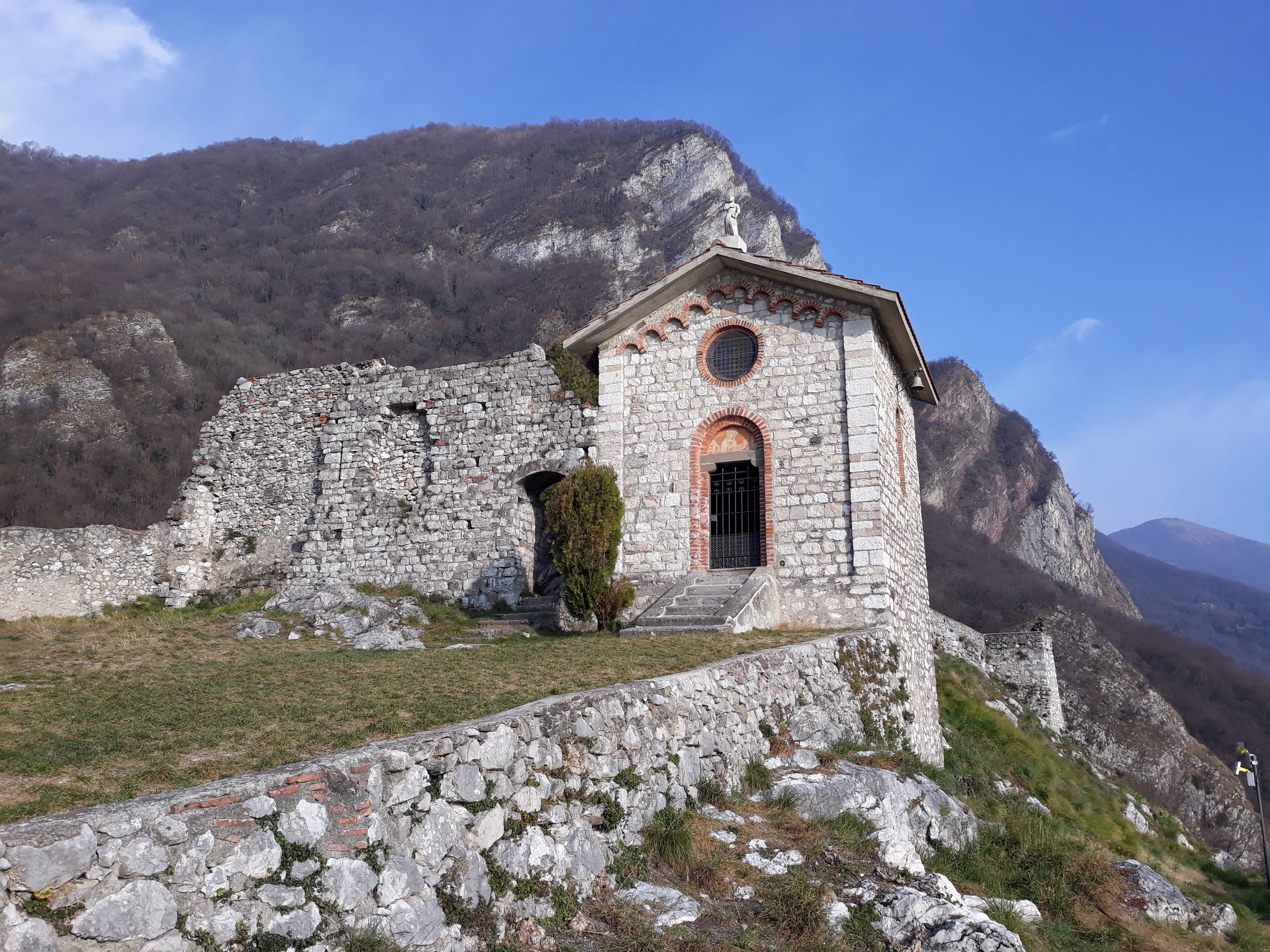
Il castello dell'Innominato a Somasca, frazione di Vercurago

Alla figura di Bernardino Visconti sarebbe ispirato il personaggio che Alessandro Manzoni inserì nel suo romanzo I promessi sposi, con l'appellativo misterioso e solenne di "Innominato". È accertato che Manzoni discendesse, tramite la madre Giulia Beccaria, dal fratello di Bernardino, Galeazzo Maria (la cui posterità si estinse nel 1892 con la morte di Antonietta Visconti Sauli). La testimonianza della marchesa Margherita Provana di Collegno risolse la questione che l'Innominato fosse storicamente Bernardino: la nobildonna, assidua frequentatrice delle ville del grande scrittore, riportò nei suoi diari la frase che le disse, ossia che l'ignoto personaggio letterario era effettivamente un Visconti, realmente vissuto. Il Manzoni, infatti, preferì descrivere l'abitazione dell'Innominato simile al castello di Somasca che ancora domina il lago di Lecco, invece dell'autentico castello di Brignano d'Adda.